# Chalcovietnamicus marusiki
Espèce
Chalcovietnamicus marusiki est une espèce d'araignées aranéomorphes de la famille des Salticidae.

## Distribution
Cette espèce est endémique du Sarawak en Malaisie,.

## Description
La carapace du mâle holotype mesure 1,72 mm et l'abdomen 1,55 mm et la carapace de la femelle paratype 1,61 mm et l'abdomen 1,68 mm.

## Systématique et taxinomie
Cette espèce a été décrite par Yu, Maddison et Zhang en 2023.

## Étymologie
Cette espèce est nommée en l'honneur de Yuri M. Marusik.

## Publication originale
- Yu, Hoang, Maddison & Zhang, 2023 : « Review of Chalcovietnamicus Marusik, 1991, with description of four new species (Araneae, Salticidae, Euophryini). » Zootaxa, no 5336(4), p. 451-480.